# Ernst Nagel (Theologe)
Ernst Josef Nagel (* 3. November 1931 in Köln; † 13. Juni 2001 in Bardowick) war ein katholischer Theologe und Militärseelsorger.

## Lebenswerk
Ernst Nagel empfing 1959 das Sakrament der Priesterweihe und war später wissenschaftlicher Mitarbeiter und Berater des Amtsleiters im Katholischen Militärbischofsamt. Er wurde 1971 in Theologie und 1973 in Sozialwissenschaften (Dr. rer. soc.) promoviert. Von 1974 bis zu seiner Emeritierung im Jahr 1995 lehrte er als Professor für Katholische Theologie unter besonderer Berücksichtigung der Sozialwissenschaften und der Sozialethik an der Universität der Bundeswehr Hamburg.
Nagel war ab der Gründung im Jahr 1978 bis zu seiner Emeritierung 1995 Direktor des Instituts für Theologie und Frieden in Hamburg. In dessen Schriftenreihen veröffentlichte er viele Beiträge zur friedensethischen Tradition der katholischen Kirche sowie zu aktuellen Themen der Friedenssicherung, insbesondere nach dem Ende des Ost-West-Konflikts.

## Schriften (Auswahl)
- Zu den sozialtheologischen Grundlagen der Entwicklungs- und Friedenspolitik. Lang, Bern 1972 (Europäische Hochschulschriften, Reihe 23: Theologie, Bd. 8). Diss., Universität Bonn 1970.
- Institutionelle Wandlungen in der katholischen Kirche. Lang, Bern 1973 (Europäische Hochschulschriften, Reihe 22: Soziologie, Bd. 7). ISBN 3-261-01036-3 (Druckfassung der soziologischen Dissertation).
- Dem Frieden verpflichtet. Konzeptionen und Entwicklungen der katholischen Friedensethik seit dem Zweiten Weltkrieg. Kaiser, München / Grünewald, Mainz 1982, ISBN 3-7867-1015-5.
- (Hrsg.): Dem Krieg zuvorkommen, Verlag Herder, Freiburg im Breisgau 1984.
- Die strategische Verteidigungsinitiative als ethische Frage. Bachem, Köln 1986. ISBN 3-7616-0861-6.
- Die Friedenslehre der katholischen Kirche. Eine Konkordanz kirchenamtlicher Dokumente. Institut für Theologie und Frieden, Barsbüttel 1990, ISBN 3-927320-04-8; Neuausgabe: Kohlhammer, Stuttgart 1997, ISBN 3-17-013931-2.
- Neue sicherheitspolitische Herausforderungen aus ethischer Sicht. Eid, Wehrpflicht, Suffizienz und Friedensordnung. (= Beiträge zur Friedensethik, Bd. 19). Kohlhammer, Stuttgart 1994, ISBN 3-17-013179-6.
- Flüchtlinge und „Kirchenasyl“. Kohlhammer, Stuttgart 1995, ISBN 3-17-013721-2.
- Minderheiten in der Demokratie. Politische Herausforderung und interreligiöser Dialog. Kohlhammer, Stuttgart 1998, ISBN 3-17-015573-3.